# Kasteel Sint Hilarion
Het Kasteel van Saint Hilarion (Grieks: Κάστρο του Αγίου Ιλαρίωνα) ligt op de weg van Nicosia naar Kyrenia. Het ligt in het Kyreniagebergte, op het noordelijk deel van Cyprus. De weg naar het kasteel voert door een militair gebied van de Turken, en je mag dan ook niet eerder op deze weg stoppen dan dat je bij het kasteel bent.
Het kasteel was oorspronkelijk een klooster, maar door de ligging op de bergketen was het ideaal voor verdediging tegen Arabische piraten. Op deze bergketen zijn nog twee kastelen, het kasteel Buffavento en het kasteel Kantara. Op elk kasteel kun je een van de andere kastelen zien, zodat er altijd contact was met elkaar.

## Afbeeldingen van het Kasteel Sint Hilarion

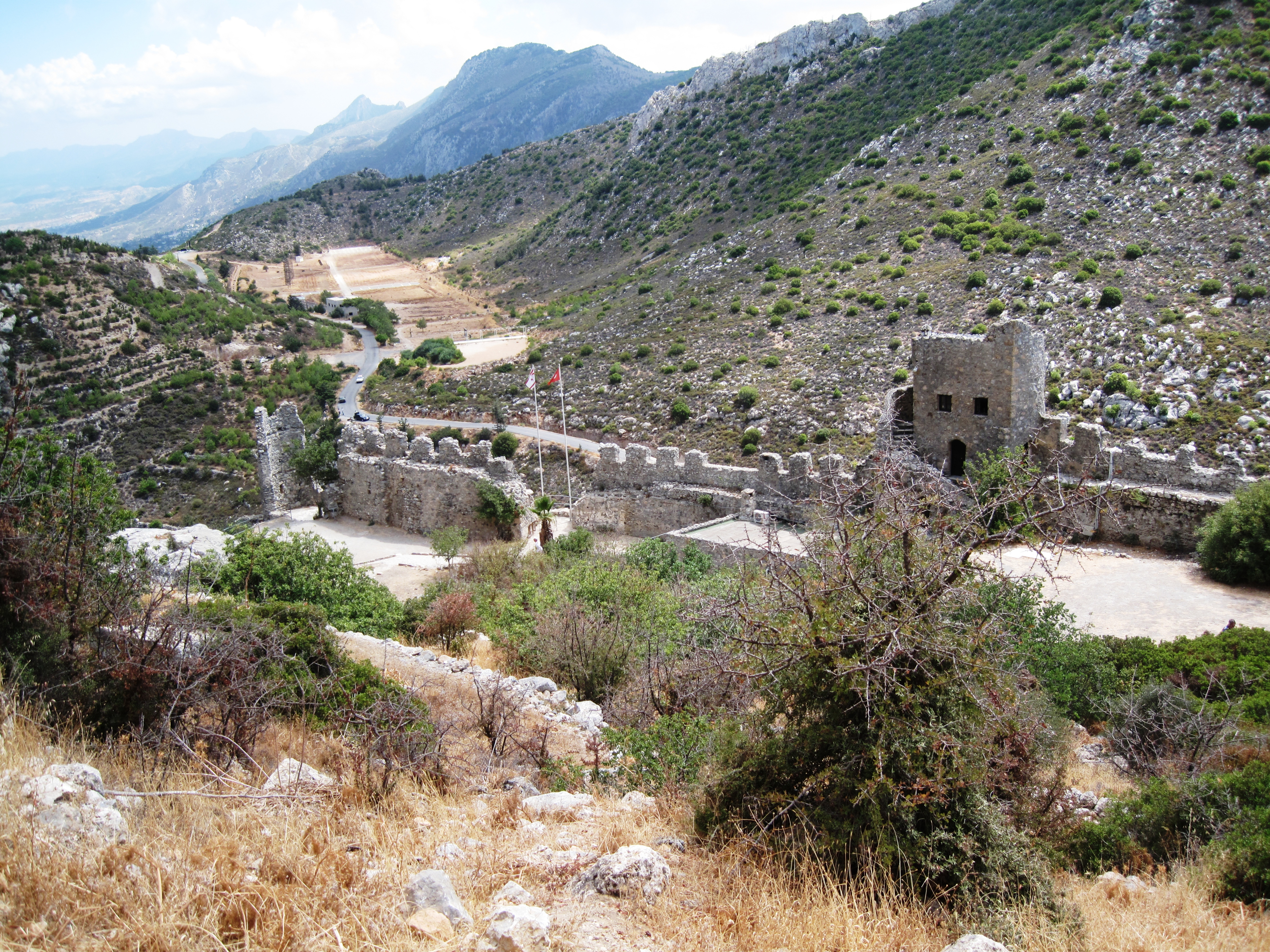
De bergketen waar het kasteel op ligt
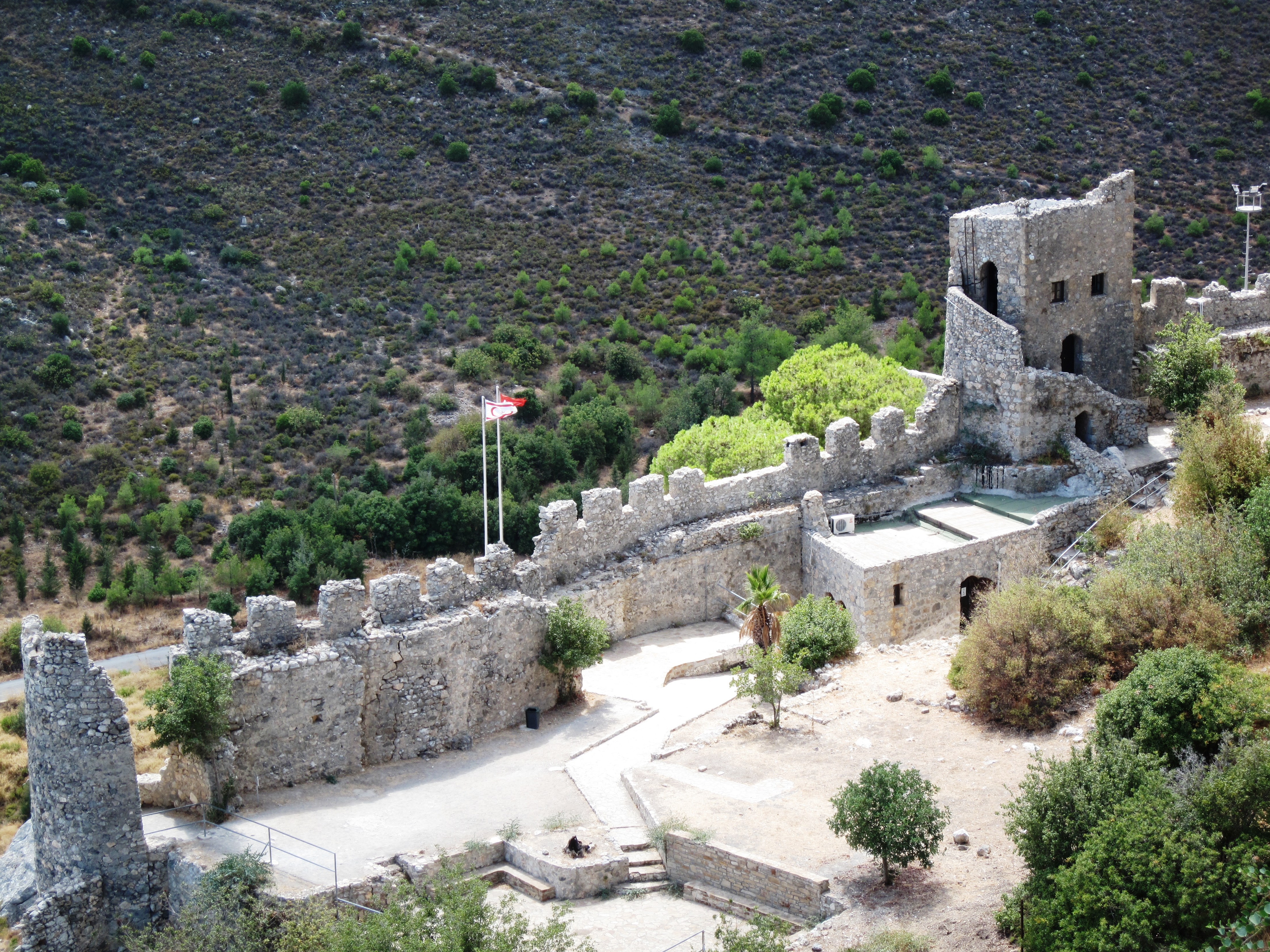
De binnenplaats van het kasteel
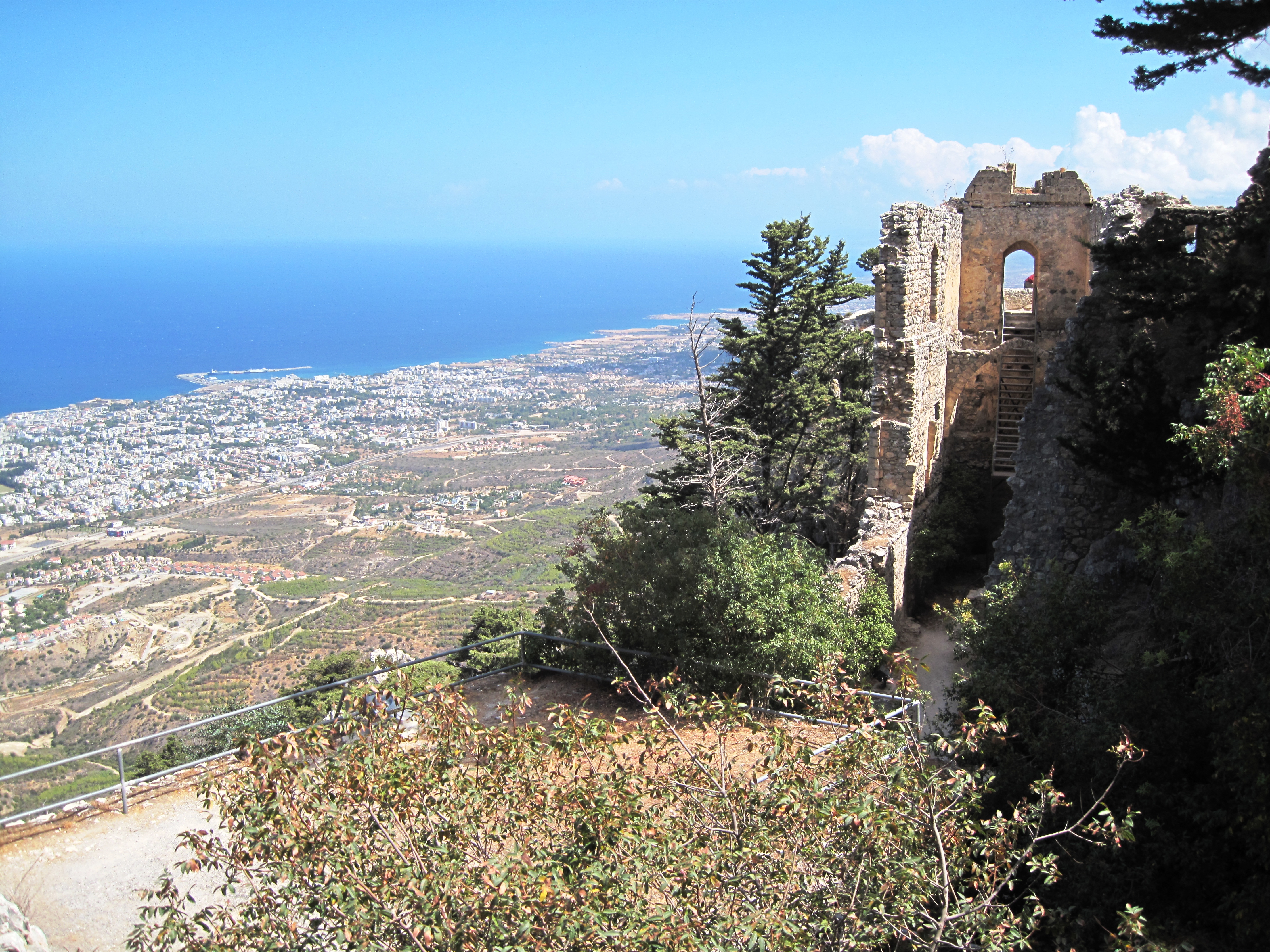
Zicht op Kyrenia vanuit het kasteel
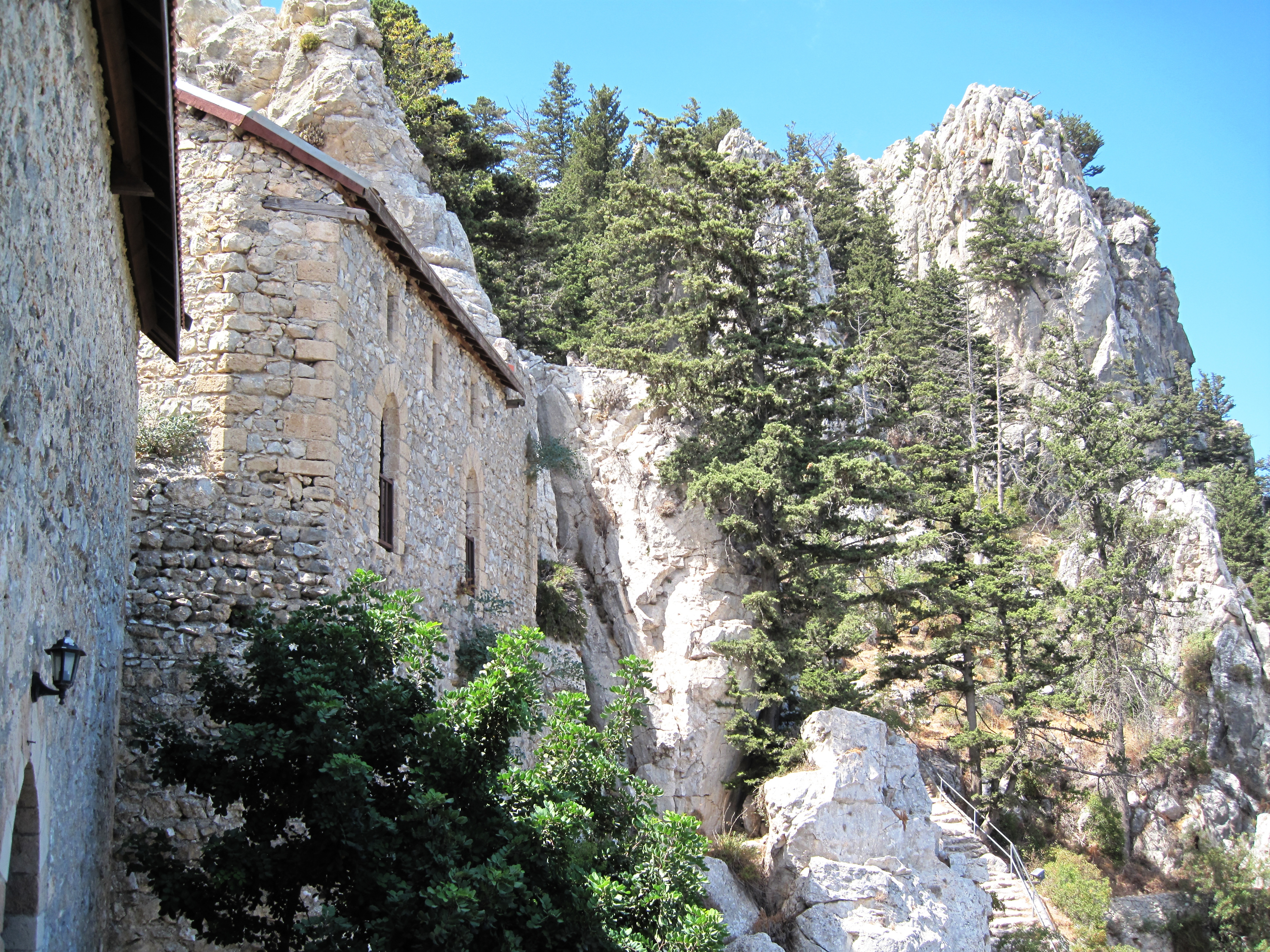
Kasteelmuur
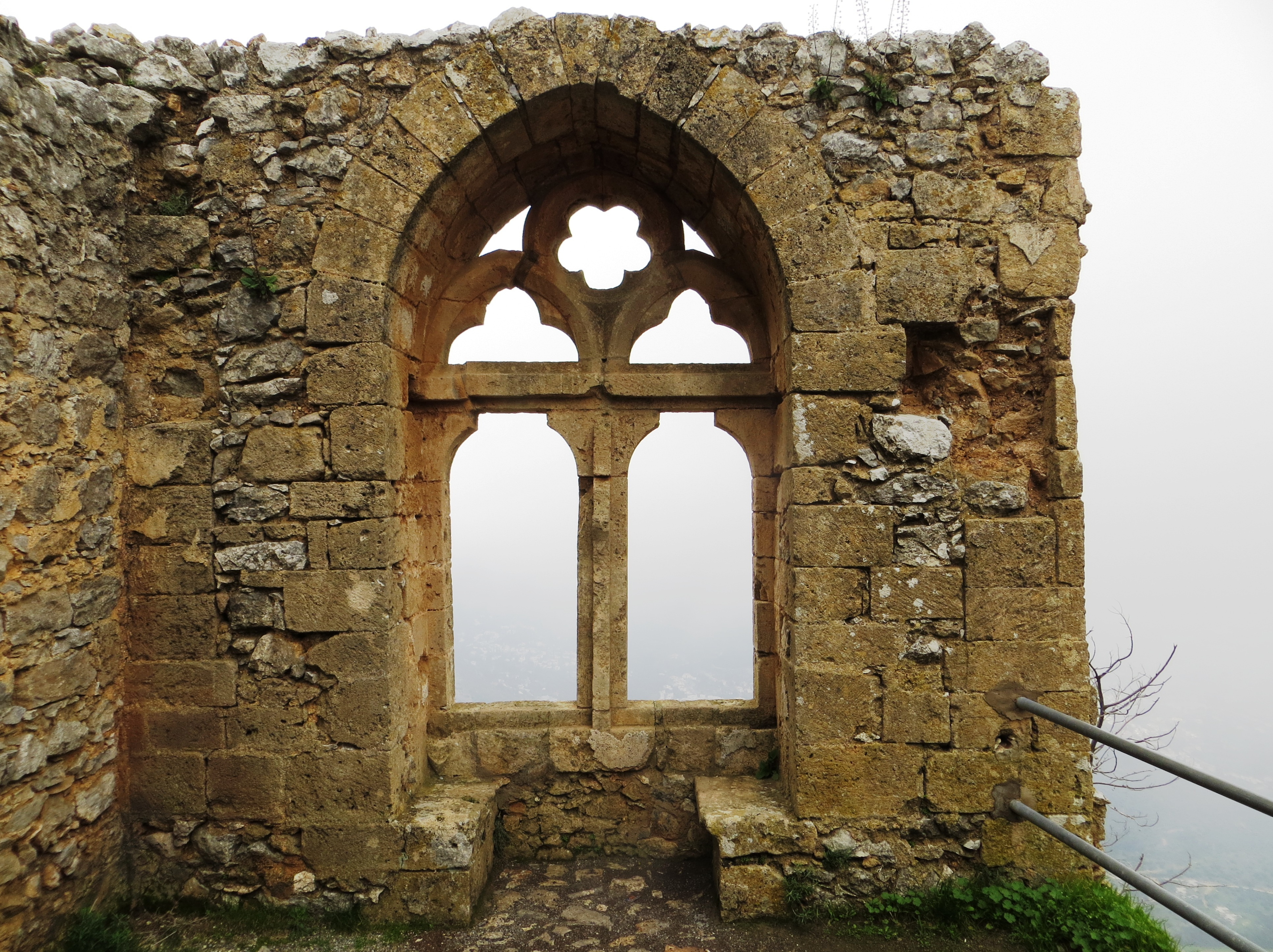
Venster van de koningin